# Jindřichov, Přerov
Jindřichov là một làng thuộc huyện Přerov, vùng Olomoucký, Cộng hòa Séc.